# Pewamo
Pewamo es una villa ubicada en el condado de Ionia en el estado estadounidense de Míchigan. En el Censo de 2010 tenía una población de 469 habitantes y una densidad poblacional de 181,44 personas por km².

## Geografía
Pewamo se encuentra ubicada en las coordenadas 43°0′7″N 84°50′50″O / 43.00194, -84.84722. Según la Oficina del Censo de los Estados Unidos, Pewamo tiene una superficie total de 2,58 km², de la cual 2,58 km² corresponden a tierra firme y (0%) 0 km² es agua.

## Demografía
Según el censo de 2010, había 469 personas residiendo en Pewamo. La densidad de población era de 181,44 hab./km². De los 469 habitantes, Pewamo estaba compuesto por el 95,1% blancos, el 0,21% eran afroamericanos, el 1,07% eran amerindios, el 0,43% eran asiáticos, el 0% eran isleños del Pacífico, el 0% eran de otras razas y el 3,2% pertenecían a dos o más razas. Del total de la población, el 1,28% eran hispanos o latinos de cualquier raza.